# Condé-sur-Aisne
Condé-sur-Aisne ist eine französische Gemeinde mit 358 Einwohnern (Stand: 1. Januar 2022) im Département Aisne in der Region Hauts-de-France (frühere Region: Picardie). Sie gehört zum Arrondissement Soissons, zum Kanton Fère-en-Tardenois und zum Gemeindeverband Val de l’Aisne. Die Gemeinde ist Trägerin des Croix de guerre 1914–1918.

## Geographie
Die Gemeinde Condé-sur-Aisne mit dem Ortsteil Bourfaux liegt östlich von Soissons an der Aisne. Der größte Teil des Gemeindegebiets liegt auf dem rechten Ufer der Aisne, Bourfaux auf dem linken. Im Gemeindegebiet mündet die Vesle in die Aisne. Nachbargemeinden von Condé-sur-Aisne sind Celles-sur-Aisne im Norden und Osten, Chassemy im Osten, Ciry-Salsogne und Sermoise im Süden sowie Chivres-Val im Westen. 

## Geschichte
Die Gemeinde wurde 1202 als Condetum genannt; während der Französischen Revolution trug sie den Namen Scevole-sur-Aisne. Während des Ersten Weltkriegs erlitt sie schwere Zerstörungen.

## Bevölkerungsentwicklung
| Jahr                       | 1962 | 1968 | 1975 | 1982 | 1990 | 1999 | 2006 | 2014 | 2021 |
| Einwohner                  | 185  | 174  | 227  | 245  | 318  | 358  | 357  | 371  | 358  |
| Quellen: Cassini und INSEE |      |      |      |      |      |      |      |      |      |

## Sehenswürdigkeiten
- Das zwischen 1874 und 1885 errichtete und im Ersten Weltkrieg umkämpfte Fort de Condé auf der Höhe, zum Teil in der Gemeinde Chivres-Val, 2001 als Monument historique eingetragen (Base Mérimée PA02000032)
- Die nach Kriegszerstörung wieder aufgebaute Kirche Saint-Pierre-et-Saint-Paul aus dem 12. Jahrhundert, 1919 als Monument historique klassifiziert (Base Mérimée PA00115611)
- Die ebenfalls wieder aufgebaute Kapelle der früheren Priorei Saint-Ouen aus dem 12. Jahrhundert, 1921 als Monument historique klassifiziert (Base Mérimée PA00115612)
- Das Kriegerdenkmal (Monument aux morts)
- Gedenkstein für die kanadischen und britischen Flieger

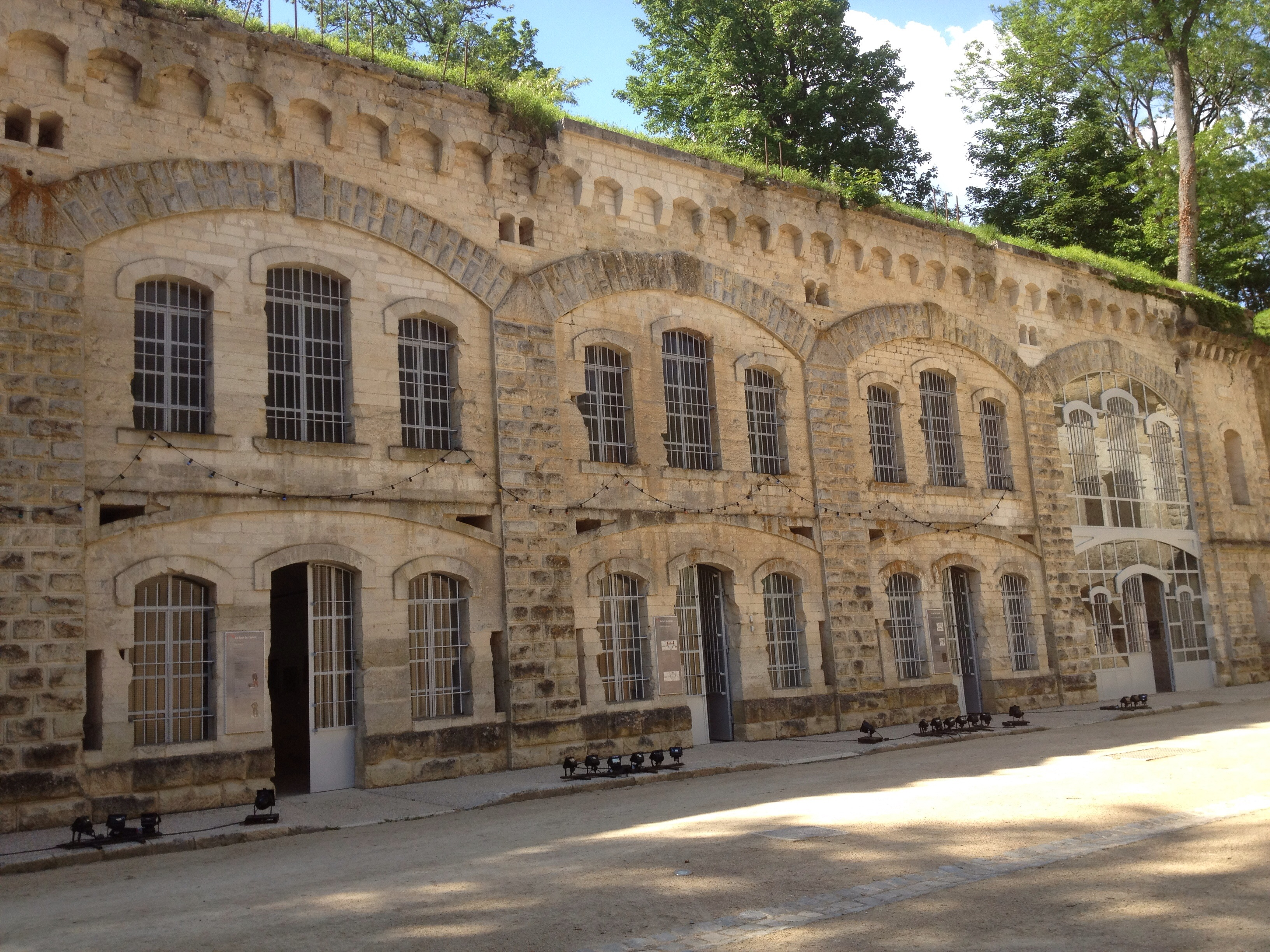
Kasernen im Fort de Condé
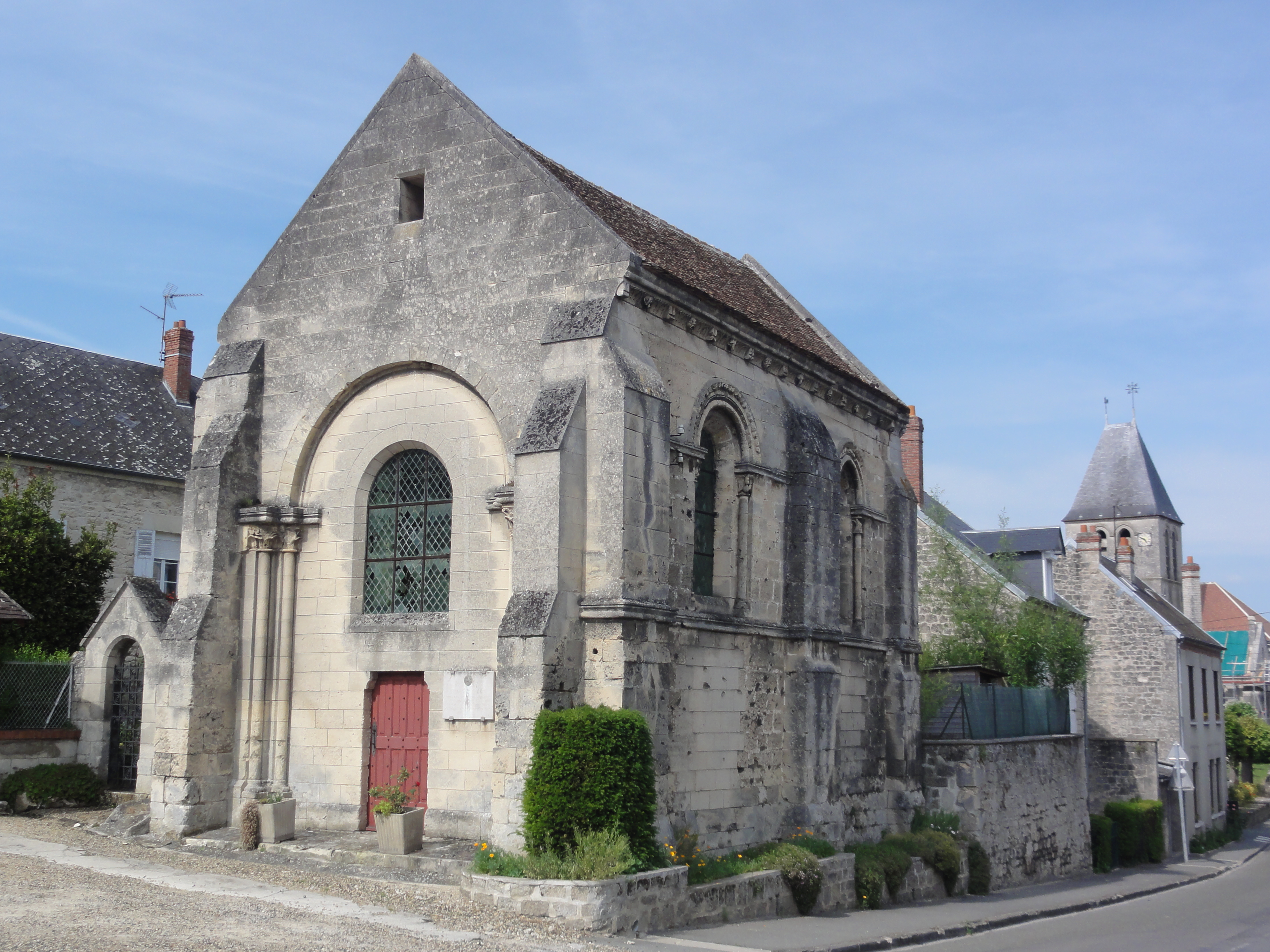
Kapelle der Priorei Saint-Ouen
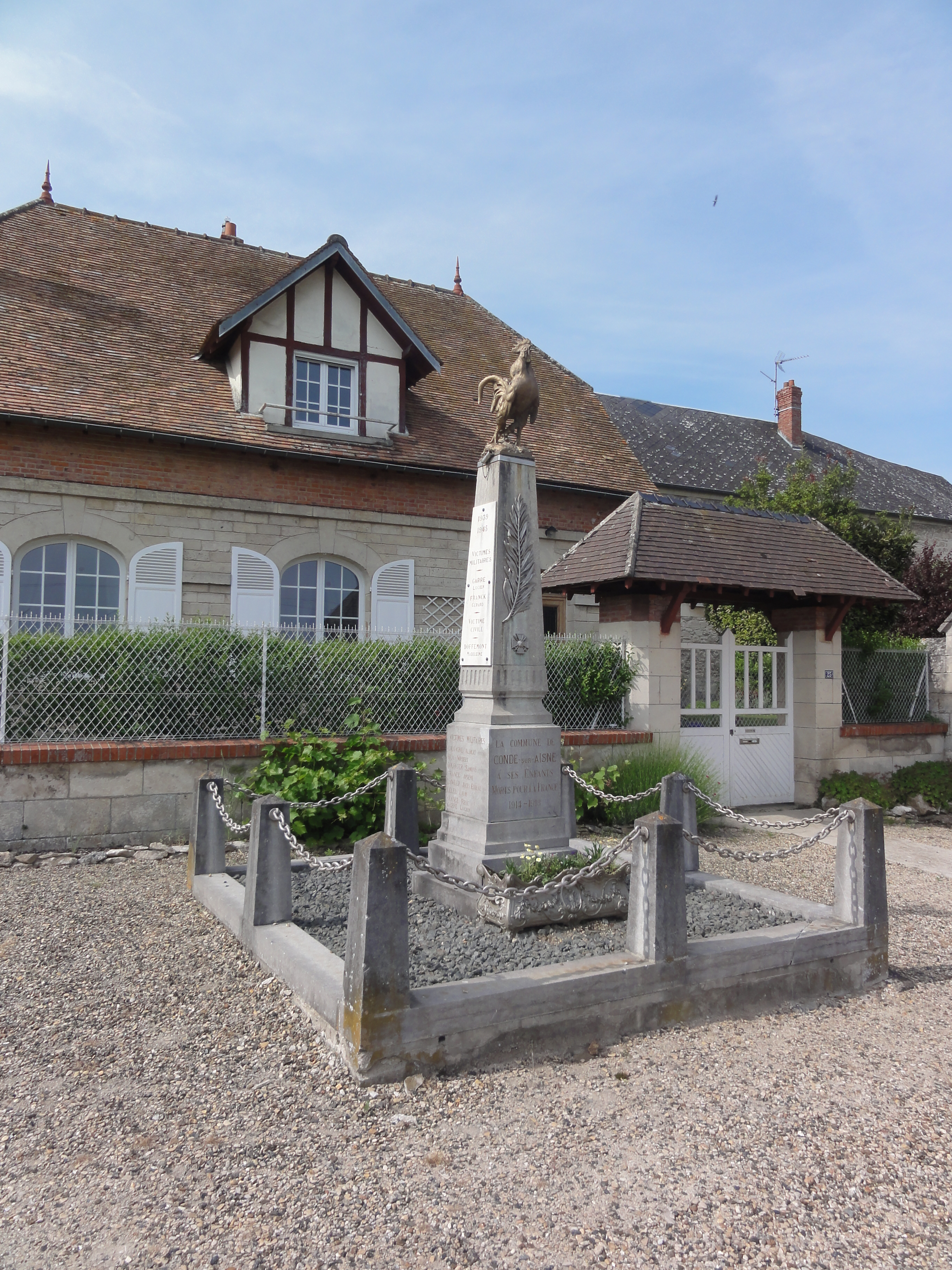
Kriegerdenkmal mit gallischem Hahn
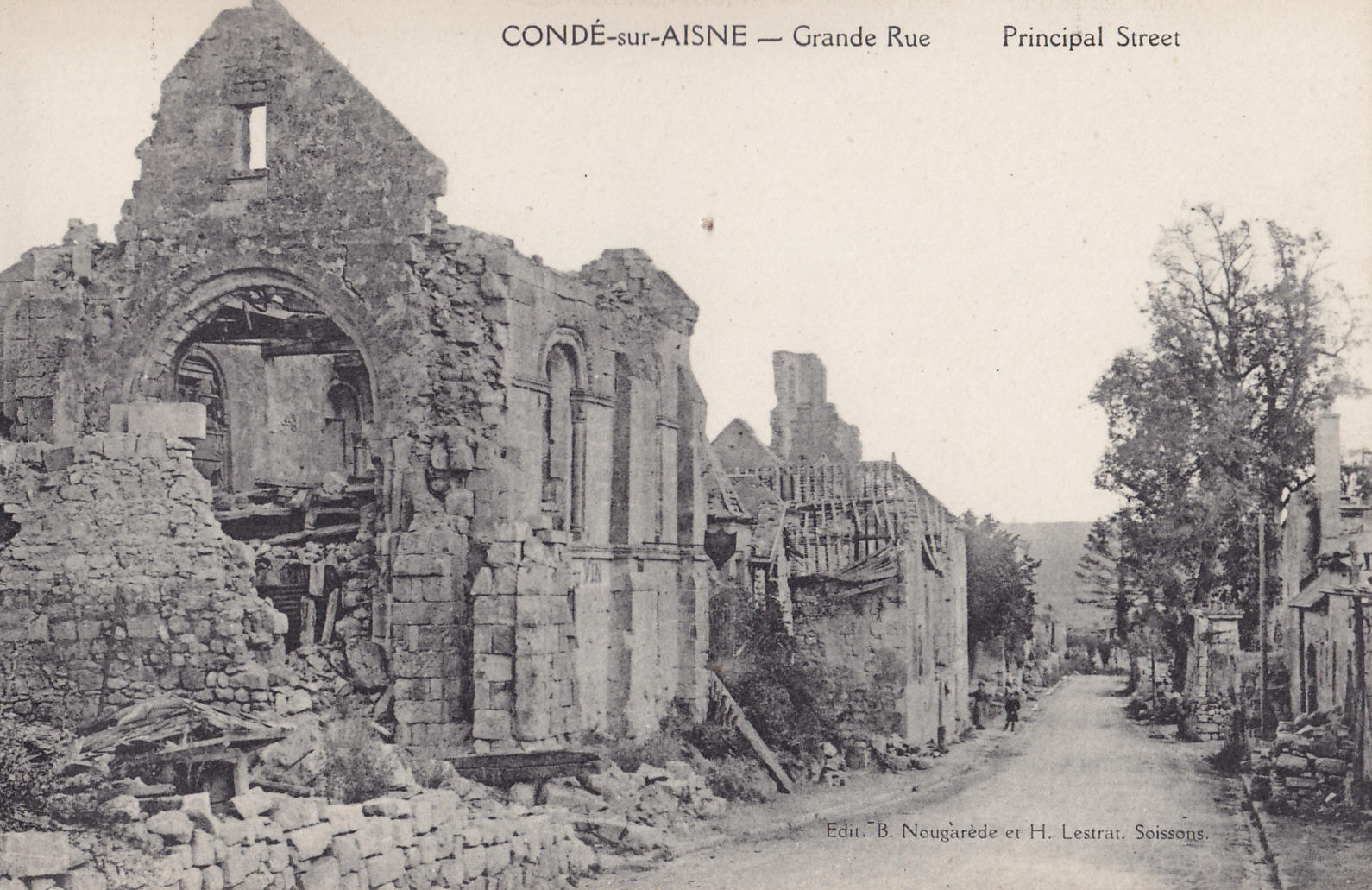
Zerstörungen in der Hauptstraße